# Guy Du Faur de Pibrac
Guy Du Faur de Pibrac (Pibrac, 1529 – Parigi, 1584) è stato un poeta, magistrato e diplomatico francese.
Frequentò le corti di Carlo IX di Francia, Enrico III di Francia ed Enrico di Navarra.

## Biografia
Nacque in una vecchia famiglia di magistrati, dove studiò legge con Jacques Cujas, e dopo si recò a Padova.
Nel 1573 venne inviato da re Carlo IX ad accompagnare come cancelliere il suo fratello Enrico duca d'Angiò (futuro Enrico III di Francia) in Polonia, paese in cui Enrico era stato eletto re. Il latino scorrevole di Pibrac piacque molto ai polacchi, ma la sua seconda visita in Polonia nel 1575, quando vi si recò per salvare la corona che Enrico III aveva abbandonato per tornare in Francia, non ebbe successo. Dopodiché ebbe un lavoro nelle negoziazioni col cosiddetto partito dei Politici, che riuscì a tenere calmo per un po' di tempo.
Nel 1578 divenne il cancelliere di Margherita di Valois, regina di Navarra. Anche se lui aveva cinquanta anni, la sua bellezza e regali intellettuali lo portarono ad aspirare di ricevere l'affetto e le attenzioni della regina, invece venne rifiutato con sdegno.